# Willem van Coucy
Willem van Coucy (circa 1288 - 1335) was van 1321 tot aan zijn dood heer van Coucy, Oisy, Marle en Montmirail. Hij behoorde tot het huis Gent.

## Levensloop
Willem was de zoon van heer Engelram V van Coucy en diens echtgenote Christina van Bailleul, een nicht van koning John Balliol van Schotland. Zijn vader werd in 1311 in opvolging van zijn oom Engelram IV heer van Coucy. Hetzelfde jaar werd Willem door zijn vader benoemd tot heer van Oisy en in 1321 volgde hij zijn vader op als heer van Coucy. 
Het bezit over de heerlijkheden Coucy en Oisy van Engelram V en Willem I werd vanaf 1311 betwist door Johanna van Vlaanderen, de weduwe van Willems oudoom Engelram IV. Johanna spande een groot proces aan om beide heerlijkheden in handen te krijgen, dat in april 1329 in aanwezigheid van koning Filips VI van Frankrijk afgerond werd in Saint-Germain-en-Laye. De uitkomst was dat Willem de heerlijkheden Coucy en Oisy kon behouden.
In 1335 stierf Willem, waarna hij werd bijgezet in de Abdij van Prémontré.

## Huwelijk en nakomelingen
In 1311 huwde Willem met Isabella van Châtillon, dochter van graaf Gwijde IV van Saint-Pol. Ze kregen volgende kinderen:
- Engelram VI] (1313-1346), heer van Coucy
- Jan (overleden in 1354), burggraaf van Havrincourt
- Rudolf, heer van Montmirail, La Ferté-Gaucher, Encre en Bailleul
- Gwijde, jong gestorven
- Aubert, heer van Drosnay, Droizy en Romeny
- Johanna, huwde met Wouter van Châtillon, heer van Rosoy